# Deuxième pont de l'amitié lao-thaïlandaise
Ne doit pas être confondu avec pont de l'amitié lao-thaïlandaise ou troisième pont de l'amitié lao-thaïlandaise.
Le Deuxième pont de l'amitié lao-thaïlandaise est un pont routier franchissant le Mékong entre le Laos et la Thaïlande.
Inauguré en 2006 et ouvert au public le 9 janvier 2007, il relie les villes de Savannakhet (Laos) et Mukdahan (Thaïlande) et s'inscrit dans la grande voie transversale indochinoise de Moulmein à Da Nang (Couloir économique Est-Ouest). Il s'agit du deuxième point d'accès des touristes au Laos (688 416 touristes en 2010).